# Пачеко, Карлос
Карлос Пачеко (исп. Carlos Pacheco; полн. имя — Карлос Пачеко Перухо (исп. Carlos Pacheco Perujo); 14 ноября 1961, Сан-Роке, Андалусия — 9 ноября 2022, Ла-Линеа-де-ла-Консепсьон, Андалусия) — испанский художник, график, иллюстратор, создатель комиксов. Хорошо известен в США благодаря сериям комиксов «Мстители навсегда» (Avengers Forever), «Люди Икс» (X-Men) и «Зелёный Фонарь» (Green Lantern).

## Жизнь и творчество
Родился 14 ноября 1961 года в Сан-Роке, Кадис, Испания. Карьеру начал с работы на Planeta DeAgostini Comics, где занимался преимущественно обложками испанских изданий комиксов компании Marvel. Позже вместе с писателем Рафаэлем Марином создал образы Iberia Inc. и Tríade Vértice — двух групп супергероев, популярных у испаноязычных любителей комиксов. Planeta-DeAgostini издала также и мини-серию, посвящённую приключениям этих персонажей.
В начале 1990-х участвовал в работе над 4-серийным комиксом «Тёмный страж» (Dark Guard), где его коллегами были писатель Дэн Эбнетт и художник Оскар Хименез. Благодаря этому проекту Карлоса впервые заметили в США и вскоре предложили постоянную работу. В 1994-м Пачеко уже в Америке вместе с Джоном Острэндером и Кэмом Смитом был занят мини-серией «Епископ» (Bishop). В том же году художник получил заказ от другой крупной компании, издающей комиксы, DC Comics, и совместно с Марком Уэйдом и Хосе Марсаном-младшим подготовил к выпуску три комикса из серии «Флэш» (The Flash).
Позже Пачеко принял участие ещё в одной мини-серии — X-Universe. А в конце 1995-го он, Кэм Смит и Уоррен Эллис подготовили для Marvel серию Starjammers, успех которой превзошёл все ожидания. После этого дуэт Пачеко — Смит пригласили поработать в другом проекте Marvel — серии «Экскалибур» (Excalibur), а затем и в серии «Фантастическая четвёрка» (Fantastic Four). Спустя короткое время Карлос уже трудился над двумя выпусками «Фантастической четвёрки». К этому моменту он был уже одним из наиболее востребованных художников-графиков компании, его работы публиковались в Wizard и других популярных журналах.
В начале 1997 года Пачеко поручили работу над одной из главных серий, издаваемых Marvel, — «Люди Икс» (X-Men); его напарниками стали писатели Скотт Лобделл и Джо Келли, а также художник Арт Тиберт. Карлос участвовал в 13 выпусках серии и в мае 1998-го перешёл в другой проект — ограниченную серию «Мстители навсегда» (Avengers Forever), в которой его коллегами по цеху стали Курт Бьюсик и Хесус Мерино. Именно тогда и сложился плодотворный дуэт Мерино и Пачеко.
В 2000-м он вновь был задействован в «Фантастической четвёрке», причём даже не столько как художник, сколько как разработчик сюжетной линии. В то же самое время он работал и над мини-серией «Нелюди» (Inhumans). А чуть позже вместе с писателями Дэвидом Гойером и Джеффом Джонсом занялся для DC Comics созданием 96-страничной графической новеллы JLA/JSA: Virtue and Vice, благодаря которой в моду вошло ежегодное объединение Лиги Справедливости (Justice League) и Общества Справедливости (Justice Society) во имя борьбы с неким общим врагом.
В 2003 году Пачеко вновь объединился с Куртом Бьюсиком ради проекта Arrowsmith, опубликованного WildStorm. Это альтернативная, магическая версия Первой мировой войны, где в качестве оружия используются драконы, вампиры и волшебные заклинания.
Вернувшись в следующем году в DC Comics, Карлос объединился с писателем Джефом Лоубом и создал линейку историй под названием Absolute Power для серии Superman/Batman. В том же году он, чередуясь с художником Этаном Вэн Скайвером, совместно с писателем Джеффом Джонсом принял участие в выпуске новой серии под названием «Зелёный Фонарь» (Green Lantern). С 2006-го Пачеко вновь работал с Куртом Бьюсиком — теперь уже над серией Superman для DC Comics. В 2008-м всё для той же DC Comics занимался обложками еженедельной серии Trinity, на которых изображал Бэтмена, Супермена и Чудо-женщину (Wonder Woman). А в 2008—2009 ассистировал художнику Джей Джи Джонсу при создании иллюстраций мини-серии Final Crisis.
В феврале 2009-го Пачеко подписал эксклюзивный контракт с компанией Marvel. В том году среди его работ выделяется серия Ultimate Comics: Avengers. В 2013-м он был одним из создателей ограниченной серии «Эра Альтрона» (Age of Ultron), а также сотрудничал с писателем Риком Ремендером в серии Captain America.